# Cinghiale calidonio

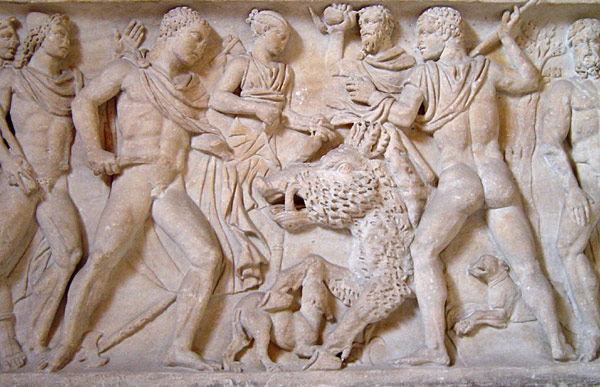
La caccia di Calidone, mostrato in un rilievo romano, conservato a Oxford, Ashmolean Museum.

Nella mitologia greca, il cinghiale di Calidone o calidonio è un essere ferino di straordinaria possanza che compare in diversi miti come antagonista di grandi eroi. Era detto essere figlio della scrofa di Crommio. Fu mandato da Ares, per gelosia, a uccidere Adone quando costui si innamorò di Afrodite.

## Mitologia
La fiera trovò la morte nella "caccia calidonia", una battuta di caccia al cinghiale organizzata dal re Oineo di Calidone. Il cinghiale era stato inviato da Artemide a distruggere i campi di Calidone perché Oineo era venuto meno nelle offerte votive succedute all'eccellente raccolto calidonio, trascurando la dea. Per liberarsi della belva, Oineo organizzò una caccia in cui chiese la partecipazione di quasi tutti gli eroi del mito greco; tra gli altri, Giasone, Castore e Polluce, i Cureti, Ida e Linceo, Admeto e Atalanta.

### Svolgimento della caccia ed uccisione

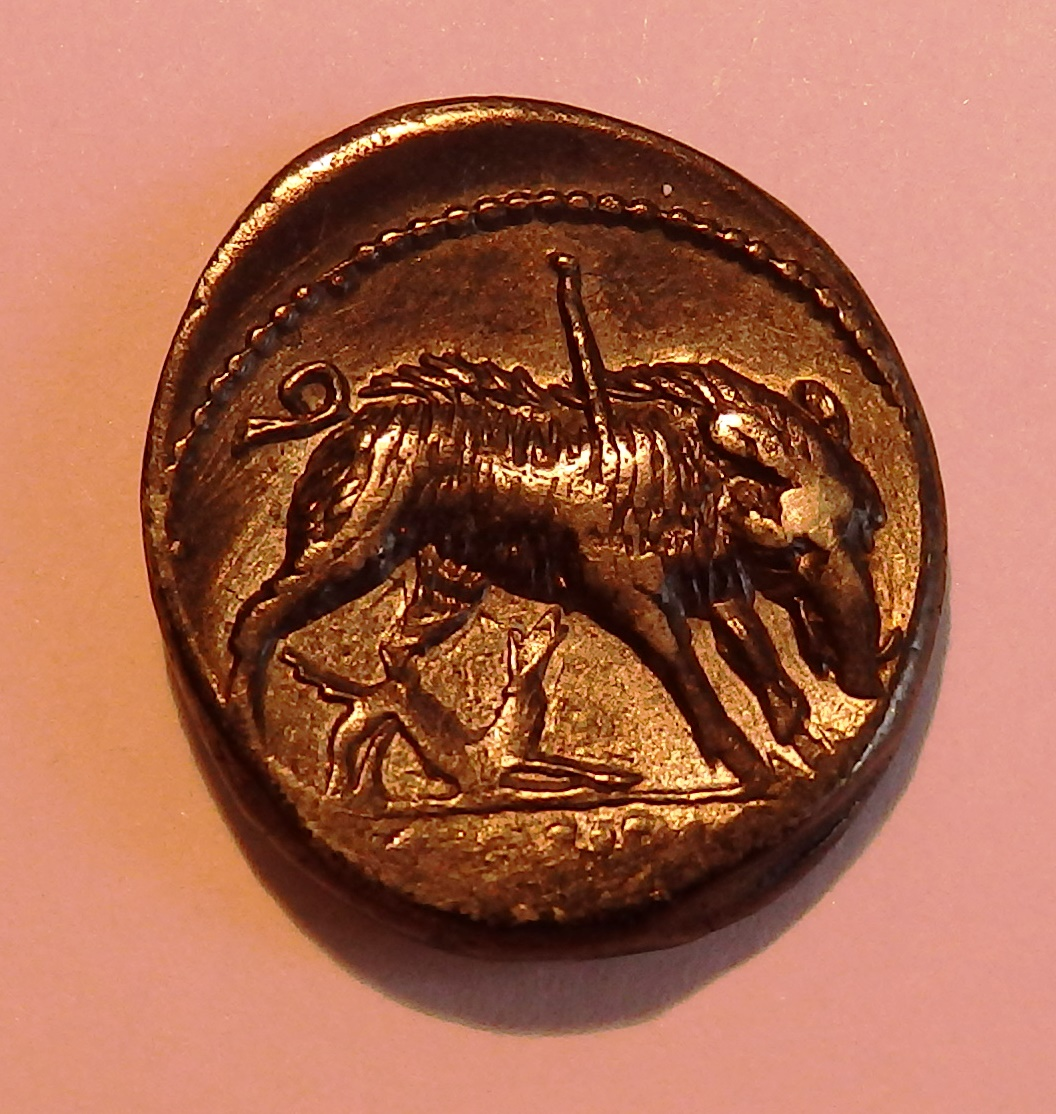
Il cinghiale calidonio da una moneta romana del 68 a.C.

All'inizio della caccia, i cacciatori sguinzagliarono i cani e seguirono le grandi orme della bestia fino a quando la snidarono presso un corso d'acqua intenta ad abbeverarsi. Il cinghiale, scoperto, si scagliò ferocemente in mezzo ai cacciatori che cercarono di ferirlo. Nestore trovò scampo a fatica salendo su un albero mentre Giasone lanciò il proprio giavellotto mancando il bersaglio (lo ferì solo marginalmente al fianco sinistro). Telamone in seguito scagliò la lancia contro la bestia ma colpì accidentalmente il cognato Euritione, uccidendolo mentre stava tentando di scagliare i suoi giavellotti. Peleo e Telamone rischiarono di essere caricati dalla belva che per fortuna fu colpita ad un orecchio da una freccia di Atalanta e fuggì. Purtroppo perì anche Anceo che, spintosi troppo avanti per dare un colpo d'ascia al cinghiale, venne lacerato dalle zanne della bestia e anche Ileo venne ucciso e con lui molti dei suoi cani da caccia.
Infine Anfiarao assestò al cinghiale una pugnalata ad un occhio riuscendo ad accecarlo e quando Teseo fu sul punto di essere travolto, fu Meleagro che riuscì a conficcare il suo giavellotto nel ventre dell'animale e che poi lo finì con un colpo di lancia nel cuore.

## Cacciatori

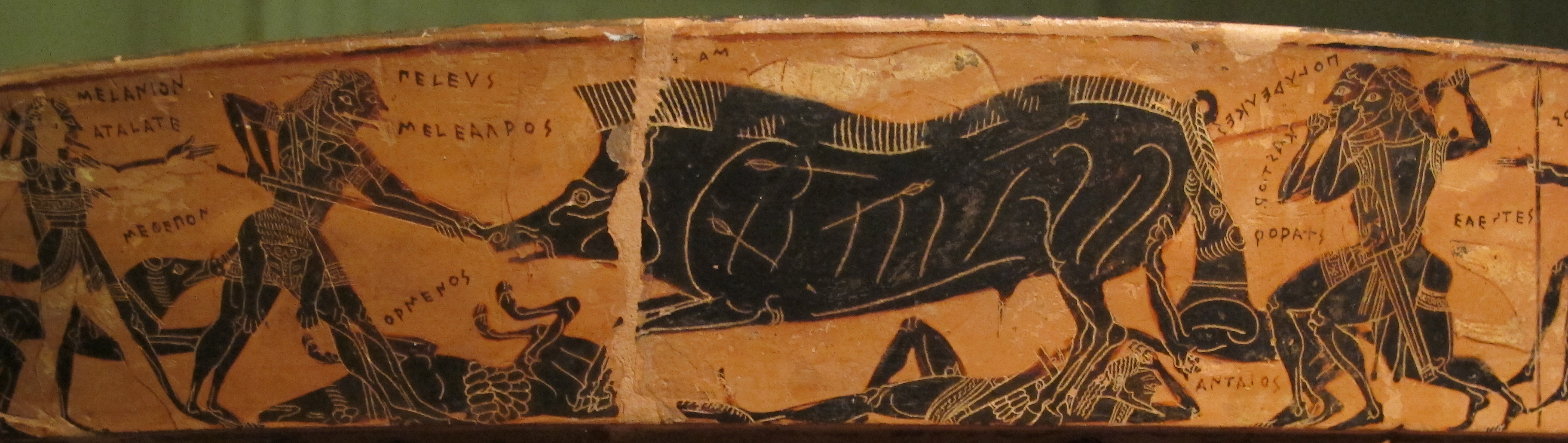
La caccia al cinghiale mostruoso di calidonia nel celebre vaso françois, 570 a.C.

Secondo Omero gli eroi che parteciparono provenivano da tutta la Grecia. Bacchilide li ha definiti "I migliori fra tutti i Greci".
La tabella elenca: 
- Quelli visti da Pausania sul Tempio di Atena Alea a Tegea.
- Quelli elencati dallo scrittore latino Igino (Fabulae 173).
- Quelli nominati da Ovidio nell'ottavo libro dell'opera Le Metamorfosi (VIII, 301-317).
- Quelli elencati da Apollodoro nella Biblioteca.

| Eroe              | Paus. | Igino | Ovidio | Apoll. | Note |
| ----------------- | ----- | ----- | ------ | ------ | --- |
| Acasto            |       |       | √      |        | «famoso nel tiro del giavellotto» (Metamorfosi, VIII, 306). |
| Admeto            | √     |       | √      | √      | figlio di Fere, re di Fere |
| Alco              | √     |       | √      |        | uno dei tre figli di Ippoconte |
| Anfiarao          |       | √     | √      | √      | figlio di Oicle, da Argo; |
| Anceo             | √     | √     | √      | √      | figlio di Licurgo, ucciso dal cinghiale. Nel racconto di Ovidio Anceo brandisce un'ascia bipenne. |
| Asclepio          |       | √     |        |        | figlio di Apollo |
| Atalanta          | √     | √     | √      | √      | In Ovidio, Meleagro se ne innamora a prima vista. È la prima a colpire il cinghiale, ucciso poi da Meleagro, che le dona la pelle del dorso della bestia, suscitando l'invidia dei figli di Testio, zii dell'eroe calidonio (425 e ss.) |
| Cenide            | √     |       | √      |        | figlia di Elato; partecipa alla caccia dopo essere stata trasformata in uomo |
| Castore e Polluce | √     | √     | √      | √      | i Dioscuri, figli di Zeus e Leda, da Sparta |
| Cefeo             |       |       |        | √      | figlio di Licurgo e fratello di Anceo |
| Comete            |       | √     | √      |        | figlio di Testio |
| Cteato            |       |       | √      |        | fratello di Eurito, figlio di Attore |
| Deucalione        |       | √     |        |        | da Creta, figlio di Minosse |
| Driante           | √     |       | √      | √      | figlio di Ares (secondo Igino è figlio di Giapeto) |
| Echione           | √     |       | √      |        | figlio di Mercurio (Ermes); Ovidio scrive «invitto nella corsa» e «la prima lancia, vibrata dalla spalla di Echione, andò nel vuoto» (Met., VIII, 311 e VIII, 345).                                                                     |
| Enesimo           | √     |       | √      |        | uno dei tre figli di Ippoconte o Ares, prima vittima del cinghiale (Met., VIII, 362-364) |
| Epoco             | √     |       |        |        | |
| Eufemo            |       | √     |        |        | figlio di Poseidone |
| Euippo            |       |       |        | √      | figlio di Testio |
| Euripilo          |       |       |        | √      | figlio di Testio, ucciso da Meleagro per aver insultato Atalanta |
| Euritione         |       |       | √      | √      | accidentalmente infilzato dal giavvellotto di Peleo |
| Eurito            |       | √     |        |        | figlio di Ermes e fratello di Echione |
| Eurito            |       |       | √      |        | figlio di Attore e fratello di Cteato |
| Ippaso            | √     |       | √      |        | |
| Ippotoo           | √     | √     | √      |        | nipote di Cercione |
| Ileo              |       |       | √      |        | ucciso dal cinghiale |
| Giasone           | √     |       | √      | √      | figlio di Esone |
| Ida               | √     |       | √      | √      | figlio di Afareo e fratello gemello di Linceo |
| Iolao             | √     | √     | √      |        | figlio di Ificle, nipote di Eracle |
| Ificle            |       |       |        | √      | gemello di Eracle, da Tebe |
| Ificlo            |       |       |        | √      | figlio di Testio. Fu il primo a colpire il cinghiale con la lancia |
| Laerte            |       |       | √      |        | figlio di Arcesio, padre di Ulisse |
| Lelex             |       |       | √      |        | |
| Leucippo          | √     |       | √      |        | uno dei tre figli di Ippoconte |
| Linceo            | √     |       | √      | √      | figlio di Afareo e gemello di Idas |
| Meleagro          | √     | √     | √      | √      | figlio di Eneo. Uccide il cinghiale e, successivamente, i figli di Testio Plessippo e Tosseo, rei di aver ceduto all'invidia strappando dalle mani di Atalanta il dono che Meleagro le aveva fatto: la pelle della bestia               |
| Attoride          |       |       | √      |        | |
| Mopso             | √     |       | √      |        | figlio di Ampice |
| Nestore           |       |       | √      |        | «Ancor molto giovane», scrive Ovidio (Met., VIII, 313) |
| Panopeo           |       |       | √      |        | |
| Peleo             | √     | √     | √      | √      | figlio di Eaco, padre di Achille da Ftia |
| Fenice            | √     |       | √      |        | figlio di Amintore |
| Fileo             |       |       | √      |        | dall'Elide |
| Piritoo           |       | √     | √      | √      | figlio di Issione, da Larissa, amico di Teseo |
| Plessippo         | √     |       | √      | √      | fratello di Tosseo e figlio di Testio, ucciso da Meleagro per aver strappato, assieme a Tosseo, la pelle del dorso del cinghiale dalle mani di Atalanta, cui il figlio di Eneo l'aveva donata (Met., VIII, 431-440)                     |
| Protoo            |       | √     | √      |        | figlio di Testio |
| Telamone          | √     | √     | √      | √      | figlio di Eaco, padre di Aiace Telamonio e Teucro |
| Teseo             | √     | √     | √      | √      | ha affrontato un'altra bestia in un'altra occasione. Strabone (Geografia 8.6.22) scrive che questa bestia era la madre del cinghiale di Caledonia                                                                                       |
| Tosseo            |       |       | √      |        | fratello di Plessippo, ucciso da Meleagro per la stessa colpa di cui si era macchiato Plessippo |